# Psechrus nathanael
Espèce
Psechrus nathanael est une espèce d'araignées aranéomorphes de la famille des Psechridae.

## Distribution
Cette espèce est endémique d'Inde. Elle se rencontre au Nagaland et au Meghalaya.

## Description
Le mâle holotype mesure 20,36 mm et la femelle paratype 20,36 mm.

## Systématique et taxinomie
Cette espèce a été décrite par Sudhin, Mali, Sarma et Sen en 2025.

## Étymologie
Cette espèce est nommée en l'honneur de Nathanael P. A. Newmai. 

## Publication originale
- Sudhin, Mali, Sarma & Sen, 2025 : « Two new species of the spider genus Psechrus Thorell, 1878 (Araneae: Psechridae) from northeastern India. » Zootaxa, no 5609(3), p. 419-429.